# Gran Premio di Monaco 1958
Il Gran Premio di Monaco 1958 fu la seconda gara della stagione 1958 del Campionato mondiale di Formula 1, disputata il 18 maggio sul Circuito di Monte Carlo.
La corsa vide la vittoria di Maurice Trintignant su una Cooper-Climax del Rob Walker Racing Team. Secondi e terzi classificati i ferraristi Luigi Musso e Peter Collins, entrambi su Scuderia Ferrari.

## Qualifiche
| Pos                     | N° | Pilota                   | Auto           | Squadra                  | Tempo  | Distacco |
| ----------------------- | -- | ------------------------ | -------------- | ------------------------ | ------ | -------- |
| 1                       | 30 | Tony Brooks              | Vanwall        | Vandervell Products Ltd  | 1:39.8 | -        |
| 2                       | 6  | Jean Behra               | BRM            | Owen Racing Organisation | 1:40.8 | +1.0     |
| 3                       | 16 | Jack Brabham             | Cooper-Climax  | Cooper Car Company       | 1:41.0 | +1.2     |
| 4                       | 18 | Roy Salvadori            | Cooper-Climax  | Cooper Car Company       | 1:41.0 | +1.2     |
| 5                       | 20 | Maurice Trintignant      | Cooper-Climax  | RRC Walker Racing Team   | 1:41.1 | +1.3     |
| 6                       | 38 | Mike Hawthorn            | Ferrari        | Scuderia Ferrari         | 1:41.5 | +1.7     |
| 7                       | 32 | Stuart Lewis-Evans       | Vanwall        | Vandervell Products Ltd  | 1:41.8 | +2.0     |
| 8                       | 28 | Stirling Moss            | Vanwall        | Vandervell Products Ltd  | 1:42.3 | +2.5     |
| 9                       | 36 | Peter Collins            | Ferrari        | Scuderia Ferrari         | 1:42.4 | +2.6     |
| 10                      | 34 | Luigi Musso              | Ferrari        | Scuderia Ferrari         | 1:42.6 | +2.8     |
| 11                      | 40 | Wolfgang von Trips       | Ferrari        | Scuderia Ferrari         | 1:43.7 | +3.9     |
| 12                      | 8  | Harry Schell             | BRM            | Owen Racing Organisation | 1:43.8 | +4.0     |
| 13                      | 24 | Cliff Allison            | Lotus-Climax   | Team Lotus               | 1:44.6 | +4.8     |
| 14                      | 46 | Giorgio Scarlatti        | Maserati       | Privato                  | 1:44.7 | +4.9     |
| 15                      | 26 | Graham Hill              | Lotus-Climax   | Team Lotus               | 1:45.0 | +5.2     |
| 16                      | 58 | Jo Bonnier               | Maserati       | J Bonnier                | 1:45.0 | +5.2     |
| Vetture non qualificate |    |                          |                |                          |        |          |
| NQ                      | 22 | Ron Flockhart            | Cooper-Climax  | RRC Walker Racing Team   | 1:45.9 | +6.1     |
| NQ                      | 4  | Paco Godia               | Maserati       | Privato                  | 1:46.0 | +6.2     |
| NQ                      | 50 | Ken Kavanagh             | Maserati       | K Kavanagh               | 1:49.0 | +9.2     |
| NQ                      | 48 | Gerino Gerini            | Maserati       | Scuderia Centro Sud      | 1:49.8 | +10.0    |
| NQ                      | 12 | Bruce Kessler            | Connaught-Alta | B Ecclestone             | 1:50.5 | +10.7    |
| NQ                      | 14 | Paul Emery               | Connaught-Alta | B Ecclestone             | 1:50.8 | +11.0    |
| NQ                      | 44 | Maria Teresa de Filippis | Maserati       | Privato                  | 1:50.8 | +11.0    |
| NQ                      | 56 | André Testut             | Maserati       | André Testut             | 1:51.4 | +11.6    |
| NQ                      | 52 | Giulio Cabianca          | OSCA           | OSCA Automobili          | 1:52.0 | +12.2    |
| NQ                      | 54 | Luigi Piotti             | OSCA           | OSCA Automobili          | 1:52.4 | +12.6    |
| NQ                      | 42 | Horace Gould             | Maserati       | Scuderia Centro Sud      | 1:54.0 | +14.2    |
| NQ                      | 12 | Bernie Ecclestone        | Connaught-Alta | B Ecclestone             | 6:05.0 | +265.2   |
| NQ                      | 50 | Luigi Taramazzo          | Maserati       | K Kavanagh               | -      | -        |
| NQ                      | 56 | Louis Chiron             | Maserati       | André Testut             | -      | -        |

## Gara
Della corsa si ricorda il tentativo di Maria Teresa de Filippis, prima donna in Formula 1, di qualificarsi al Gran Premio. La pilota campana non riuscì nell'impresa, che però successivamente centrò per 3 volte nel corso della sua breve carriera nel mondo dell'automobilismo.
| Pos | N° | Pilota              | Costruttore   | Giri | Tempo/Causa Ritiro  | Pos partenza | Punti |
| --- | -- | ------------------- | ------------- | ---- | ------------------- | ------------ | ----- |
| 1   | 20 | Maurice Trintignant | Cooper-Climax | 100  | 2:52:27.9           | 5            | 8     |
| 2   | 34 | Luigi Musso         | Ferrari       | 100  | +20.2 secondi       | 10           | 6     |
| 3   | 36 | Peter Collins       | Ferrari       | 100  | +38.8 secondi       | 9            | 4     |
| 4   | 16 | Jack Brabham        | Cooper-Climax | 97   | +3 Giri             | 3            | 3     |
| 5   | 8  | Harry Schell        | BRM           | 91   | +9 Giri             | 12           | 2     |
| 6   | 24 | Cliff Allison       | Lotus-Climax  | 87   | +13 Giri            | 13           |       |
| Rit | 40 | Wolfgang von Trips  | Ferrari       | 91   | Motore              | 11           |       |
| Rit | 58 | Jo Bonnier          | Maserati      | 71   | Incidente           | 16           |       |
| Rit | 26 | Graham Hill         | Lotus-Climax  | 69   | Semiasse            | 15           |       |
| Rit | 18 | Roy Salvadori       | Cooper-Climax | 56   | Cambio              | 4            |       |
| Rit | 38 | Mike Hawthorn       | Ferrari       | 47   | Pompa della benzina | 6            | 1     |
| Rit | 28 | Stirling Moss       | Vanwall       | 38   | Motore              | 8            |       |
| Rit | 6  | Jean Behra          | BRM           | 29   | Freni               | 2            |       |
| Rit | 46 | Giorgio Scarlatti   | Maserati      | 28   | Motore              | 14           |       |
| Rit | 30 | Tony Brooks         | Vanwall       | 22   | Motore              | 1            |       |
| Rit | 32 | Stuart Lewis-Evans  | Vanwall       | 11   | Surriscaldamento    | 7            |       |

## Statistiche

### Piloti
- 2ª e ultima vittoria per Maurice Trintignant
- 1° pole position per Tony Brooks
- 7º e ultimo podio per Luigi Musso
- 1º Gran Premio per Ken Kavanagh, Maria Teresa de Filippis, André Testut, Giulio Cabianca, Cliff Allison e Graham Hill
- 1° e unico Gran Premio per Bernie Ecclestone e Luigi Taramazzo
- Ultimo Gran Premio per Louis Chiron, Luigi Piotti e Paul Emery

### Costruttori
- 2° vittoria per la Cooper
- 1º Gran Premio per la Lotus
- Ultimo Gran Premio per la OSCA

### Motori
- 2° vittoria per la Climax

### Pneumatici
- 1ª vittoria per la Dunlop
- 1ª pole position per la Dunlop
- 50º Gran premio per la Dunlop

### Giri al comando
- Jean Behra (1-27)
- Mike Hawthorn (28-32, 39-47)
- Stirling Moss (33-38)
- Maurice Trintignant (48-100)

## Classifiche Mondiali

### Piloti
| Pos | Pilota              | Punti |
| --- | ------------------- | ----- |
| 1   | Luigi Musso         | 12    |
| 2   | Maurice Trintignant | 8     |
|     | Stirling Moss       | 8     |
| 4   | Mike Hawthorn       | 5     |
| 5   | Juan Manuel Fangio  | 4     |
|     | Peter Collins       | 4     |
| 7   | Jack Brabham        | 3     |
| 8   | Harry Schell        | 2     |
|     | Jean Behra          | 2     |

### Costruttori
| Pos | Team          | Punti |
| --- | ------------- | ----- |
| 1   | Cooper-Climax | 16    |
| 2   | Ferrari       | 12    |
| 3   | Maserati      | 3     |
| 4   | BRM           | 2     |